# Centre d'études et de recherches de science administrative
Le  centre d'études et de recherches de science administrative et politiques (CERSA) est un centre de recherche dépendant du CNRS : UMR 7106 et de l'Université Panthéon-Assas (Paris II). 
Créé à l'initiative du professeur Roland Drago, à la fin des années soixante, le CERSA, qu'il dirige jusqu'en 1992, fait l'interface entre le monde de l’administration et celui de la recherche. Il constitue une bibliographie internationale de science administrative, organise des colloques et contribue à des enseignements. Sous la direction des professeurs Jean-Michel Lemoyne de Forges (de 1992 à 1999), de Jacques Chevallier (de 1999 à 2012), et de Michel Borgetto (depuis 2012)  il est passé, en 2001, du statut d'équipe associée au CNRS à celui d'unité mixte de recherche (UMR 7106) par un double rattachement à l’Université Paris II et au CNRS. Le Centre a quitté son implantation au 83 bis rue Notre-Dame-des-Champs pour s'installer au centre Thénard où il dispose d'un important fonds documentaire.

## Journal officielde la République française
Par un arrêté du 8 avril 2011, Michel Borgetto, chercheur du CERSA, a été nommé membre du comité scientifique de l'INHESJ pour une durée de cinq ans.